# .coop

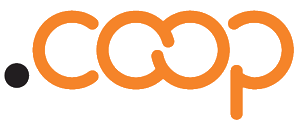

.coop is een niet-landgebonden topleveldomein dat gebruikt wordt door coöperaties. Het is een van de zeven TLD's die door ICANN zijn ingesteld om het tekort aan internetadressen in het .com domein op te lossen. .coop werd op 30 januari 2002 in gebruik genomen.
.coop is een gesponsord topleveldomein. Dat wil zeggen dat het alleen gebruikt kan worden door coöperatieve organisaties. De sponsor is DotCooperation LLC (ook bekend onder de naam dotCoop). dotCoop is opgericht als dochterorganisatie van de NCBA (National Cooperative Business Association) het domein .coop te beheren.